# Wereldkampioenschappen jiujitsu 2014
De Wereldkampioenschappen jiujitsu 2014 waren door de Ju-Jitsu International Federation (JJIF) georganiseerde kampioenschappen voor jiujitsuka's. De 12e editie van de wereldkampioenschappen vond plaats van 28 tot 30 november 2014 in het Stade Pierre-de-Coubertin in het Franse Parijs.

## Uitslagen

### Fighting system

#### Heren
| Klasse | Goud               | Zilver         | Brons              | Brons             |
| ------ | ------------------ | -------------- | ------------------ | ----------------- |
| –56kg  | Yevgeniy Maltsev   | Mehran Sattar  | Andrea Ventimiglia | Bohdan Mochulskyy |
| –62kg  | Roman Apolonov     | Oliver Haider  | Julien Mathieu     | Vladimir Blokhin  |
| –69kg  | Pavel Korzhavykh   | Nicky Covyn    | Boy Vogelzang      | Michael Garnier   |
| –77kg  | Ilya Borok         | Max Ryssel     | Percy Kunsa        | Fredrik Widgren   |
| –85kg  | Mateusz Duran      | Mikkel Willard | Tomasz Krajewski   | Ivan Nastenko     |
| –94kg  | Lazar Kuburović    | Goran Musić    | Benjamin Lah       | Roberto Crispolti |
| +94kg  | Alexandre Fromangé | Simon Roiger   | Mojtaba Akbari     | Masud Jalilvand   |

#### Dames
| Klasse | Goud                    | Zilver             | Brons           | Brons              |
| ------ | ----------------------- | ------------------ | --------------- | ------------------ |
| –49kg  | Agnieszka Bergier       | Annabelle Reydy    | Andrea Plefka   | Anastasia Tonelli  |
| –55kg  | Jessica Scricciolo      | Laure Beauchet     | Laura Campagne  | Martyna Bierońska  |
| –62kg  | Carina Neupert          | Lutsiya Tuktarova  | Séverine Nébié  | Mirjana Martinović |
| –70kg  | Cynthia Schellingerhout | Aleksandra Ivanova | Myriam Rahali   | Emilia Maćkowiak   |
| +70kg  | Romy Korn               | Alla Paderina      | Charella Westra | Jennie Brolin      |

### Duo system
| Klasse | Goud                                | Zilver                           | Brons                           | Brons                                 |
| ------ | ----------------------------------- | -------------------------------- | ------------------------------- | ------------------------------------- |
| Heren  | Dominique Beovardi Jacques Beovardi | Nikolaus Bichler Sebastian Vosta | Ronan Berhault Yohann Berhault  | Vasilije Gagović Stefan Vukotić       |
| Dames  | Mirnesa Bećirović Mirneta Bećirović | Alexandra Erni Antonia Erni      | Sandra Jungwirth Bianca Zeller  | Jessica Castellani Martina Pacioselli |
| Mixed  | Michele Vallieri Sara Paganini      | Tom Ismer Dominika Zagorski      | Michael Neumeier Anna Spruderer | Thomas Schönenberger Sofia Jokl       |

### Ne waza

#### Heren
| Klasse | Goud             | Zilver           | Brons           | Brons                |
| ------ | ---------------- | ---------------- | --------------- | -------------------- |
| –62kg  | Ron Cohen        | Mihai Handrea    | Marcel Leteri   | Oren Levin           |
| –69kg  | Maciej Polok     | Dinu Bucalet     | Evyatar Paperni | Stav Deri            |
| –77kg  | Wim Deputter     | Sébastien Lecocq | David Ben Zaken | Oualid Sbai          |
| –85kg  | Nellys Tonco     | Guillaume Piquet | Paweł Bańczyk   | Philip Andersson     |
| –94kg  | Florent Minguet  | Ivan Bykov       | Pierre David    | Alexander Gustafsson |
| +94kg  | Camil Moldoveanu | Sergey Boriskin  | Hakim Djabali   | Seif-Eddine Houmine  |

#### Dames
| Klasse | Goud             | Zilver                 | Brons                    | Brons             |
| ------ | ---------------- | ---------------------- | ------------------------ | ----------------- |
| –55kg  | Miriam Belousova | Helena Edfeldt         | Océane Talvard           | Martyna Bierońska |
| –62kg  | Katrien Verheeke | Amal Amjahid           | Charlotte Von Baumgarten | Anaïs Chauvel     |
| –70kg  | Janni Larsson    | Anna Polok             | Anne Toupet              | Anke Müller       |
| +70kg  | Éva Bisséni      | Claire-France Thévenon | Justyna Sitko            | Justyna Sitko     |

### Team
| Klasse | Goud    | Zilver    | Brons      | Brons     |
| ------ | ------- | --------- | ---------- | --------- |
| Mixed  | Rusland | Duitsland | Denemarken | Frankrijk |

1994 ·
1996 ·
1998 ·
2000 ·
2002 ·
2004 ·
2006 ·
2008 ·
2010 ·
2011 ·
2012 ·
2014 ·
2015 ·
2016 ·
2017 ·
2018 ·
2019 ·
2021 ·
2022